# Till min kära (Björn Afzelius-låt)
"Till min kära" är en sång skriven av Björn Afzelius. Han spelade in den på sitt album Innan tystnaden 1982. Sången har politiskt tema och handlar om att kämpa för framtiden.
Melodin spelades 1983 även in av Stefan Borsch. En producent på Mariann Grammofon AB ville att sångtexten skulle ändras då Stefan Borsch skulle spela in den. Bert Karlsson motsatte sig dock det och menade att det viktiga var att den blev en hitlåt; så skedde också och den sålde platina i Sverige.
Norska Inger Lise Rypdal spelade i 1987 in sången på sitt album med samma namn.